# Pistolet Hebel M.1894

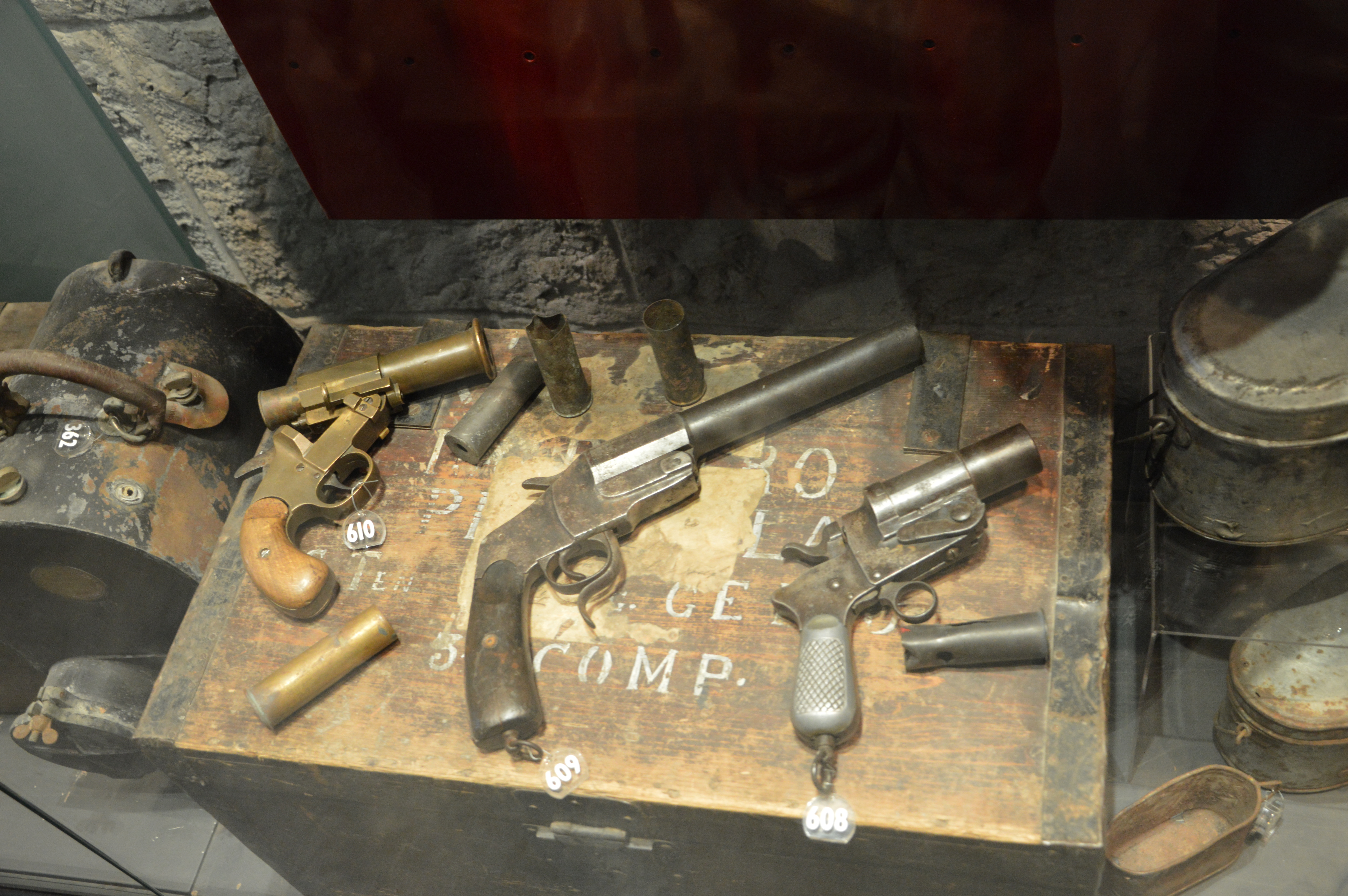
Pistolet Hebel w środku

Hebel M.1894 – niemiecki pistolet sygnałowy kalibru 26 mm. Używany przez Armię Cesarstwa Niemieckiego podczas I wojny światowej.